# Newry (stacja kolejowa)
Newry (ang: Newry railway station, irl: Stáisiún Iúr Cinn Trá) – stacja kolejowa w Newry, w Hrabstwie Down i Armagh, w Irlandii Północnej, w Wielkiej Brytanii. Stacja jest w północno-zachodniej części miasta (w hrabstwie Armagh) na linii Dublin–Belfast obok 18 łukowego, 38 m wysokiego wiaduktu Craigmore.
Stacja została otwarta w 1855 jako Newry Main Line, zmieniona na Bessbrook & Newry Main Line w 1866 roku, zmieniono nazwę ponownie na Bessbrook w 1880 roku przed zamknięciem w 1942 roku. Została ponownie otwarta w 1984 roku jako stacja NIR Intercity, z podstawowymi obiektami takimi jak tymczasowe biuro rezerwacji. Obiekty te pozostał na miejscu przez ponad 20 lat od otwarcia stacji. W celu poprawy udogodnień dla pasażerów, nowoczesny nowy budynek dworca został wybudowany i otwarty 7 września 2009.